# Cuervea kappleriana
Cuervea kappleriana är en benvedsväxtart som först beskrevs av Friedrich Anton Wilhelm Miquel, och fick sitt nu gällande namn av Albert Charles Smith. Cuervea kappleriana ingår i släktet Cuervea och familjen Celastraceae. Inga underarter finns listade.